# Empa
Empa (in greco Έμπα?) è una comunità (in greco κοινότητα?, koinótita) e un grande villaggio nel distretto di Pafo a Cipro.
Nel 2011 aveva una popolazione di 4.855 abitanti.

## Geografia fisica
Empa si trova a 5 km a nord di Pafo,  ad un'altitudine di 135 metri sul livello del mare. Confina con il comune di Pafo a sud, e le comunità di Chloraka e Lemba a ovest, Kissonerga a nord-ovest, Tala a nord e Tremithousa a est.

## Origini del nome
L'appellativo del villaggio è puramente greco, appartenente al dialetto cipriota. In questo dialetto Emba significa "entrare". È possibile che il nome del villaggio sia stato dato perché si trova all'ingresso di Pafo, cioè ai confini della città, attraverso i quali entravano i viaggiatori da nord, nord-ovest e ovest. Secondo la tradizione, c'era una porta al confine di Empa con Pafo, che era sempre sorvegliata da una guardia. Nel caso in cui la guardia avesse dato l'assenso per passare per Empa, che allora era un grande Çiftlik ("fattoria" in turco), avrebbe detto "empa" (passa/entra). Secondo un'altra versione il nome sarebbe stato dato al villaggio perché è situato vicino alla costa da dove la gente partiva o arrivava a Cipro via mare, durante l'epoca bizantina o anche più tardi durante il periodo del dominio franco. Il re di Cipro Pietro I partì per l'Europa da questa zona nel 1362. Il villaggio è indicato come 'Emba' nelle mappe medievali.

## Storia
Il villaggio esisteva già in epoca bizantina ed è noto dal periodo franco con lo stesso nome. A quel tempo era un grande Çiftlik ("fattoria" in turco).  Lo storico cipriota del XV secolo Leontios Machairas nella sua Cronaca, par. 129, menziona una visita del re di Cipro, Pietro I (1359-1369), citando "...e il re andò a caccia e raggiunse Emba verso Paphos...".
Louis de Mas Latrie include il villaggio sia tra quelli che appartenevano alla famiglia del re di Cipro durante il periodo del dominio franco, sia come uno dei villaggi del re dove veniva coltivata la canna da zucchero. Nel 1468 il villaggio era finito sotto il controllo di Polis Chrysochous, ed era amministrato da un balivo, un ufficiale di giustizia regionale. Tra le personalità di spicco del villaggio di Empa ci sono il vescovo Anthimos di Irinoupolis (allora a Baghdad, in Iraq) che nacque nel villaggio di Empa e morì nel 1791, Nikolas Solomonides che fu il segretario privato del dragomanno di Cipro Hadjigeorgakis Kornesios, ma anche un poeta e un intellettuale, suo fratello Andreas Solomonides che era un nobile ed era impiegato presso la corte ottomana (serraglio) a Nicosia e così salvò la chiesa di Empa dalla distruzione da parte degli ottomani, ma anche gli abitanti di Empa dal pagare le tasse al Sultano dopo il 1821. Entrambi vissero fra la fine del XVIII secolo e l'inizio del XIX secolo. Un'altra personalità eccezionale di Empa fu Padre Christodoulos (1816), un grande prete del villaggio.

## Monumenti e luoghi di interesse

### Architetture religiose

#### Panagia Chryseleousa

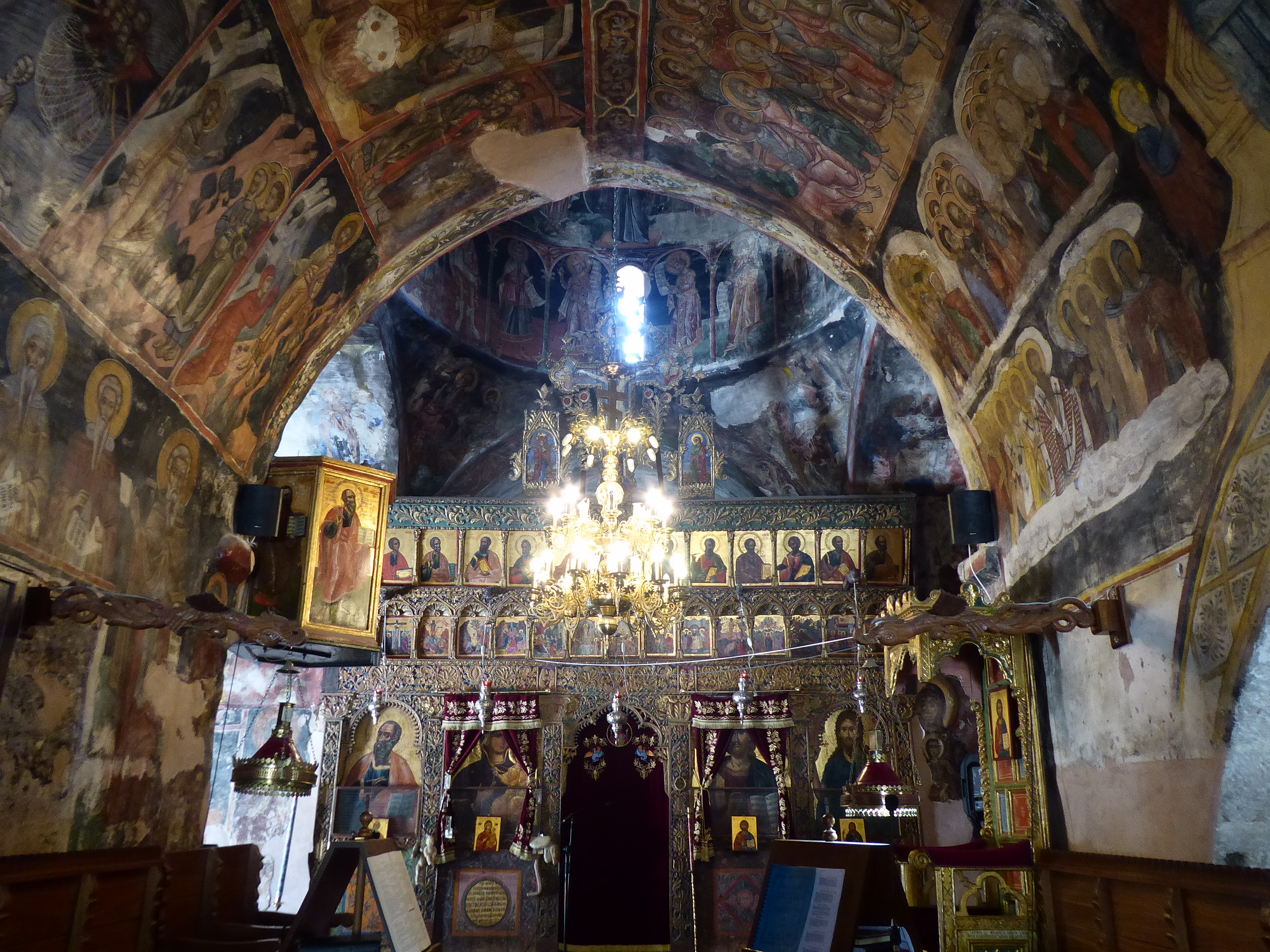
Interno della Panagia Chryseleousa

L'antica chiesa della Panaghia Chryseleousa, edificata nel XII secolo in stile bizantino, abbellisce la piazza del villaggio. Quasi tutte le pareti all'interno della chiesa sono coperte da affreschi. Alcuni di essi sono inestimabili per il loro valore religioso e storico, come quello del Pantokratoros e quello di San Giorgio che si trovano accanto al pulpito e che risalgono al XIII secolo circa. Notevole anche l'iconostasi del XVI secolo placcata in oro traforato che è adornata con antiche immagini di Gesù, della Vergine Maria e di San Giovanni Battista. Nella chiesa si trova anche un Vangelo del XVI secolo, che fu stampato a Venezia. Migliaia di turisti visitano la chiesa ogni anno per ammirare la sua architettura e le opere che contiene.

#### Architetture religiose minori
A Empa ci sono anche diverse cappelle, come la cappella bizantina dedicata a San Giorgio (nelle vicinanze di Petridia), la cappella rupestre di San Limbros (anche a Petridia) e la nuova cappella dedicata a San Charalambos. A Petridia in tempi passati c'era anche la chiesa di San Akakios, costruita su un terreno che era una dipendenza del monastero di Stavros presso il villaggio di Omodos. Le altre cappelle di Empa ora in rovina sono le seguenti: la Cappella di San Eleftherios, la Cappella di Tutti i Santi (Ayioi Pantes), la Cappella di Timios Prodromos, la Cappella di San Sofronios, la Cappella di San Mercurios, la Cappella dei Cinque Santi (Ayioi Pente: Efstratios, Afxentios, Evgenios, Mardarios, Orestis), la Cappella di Santa Paraskevi e la Grotta di San Kournoutas a Petridia.
Recentemente è stata costruita una nuova chiesa vicino a quella vecchia; è stata dedicata all'apostolo Andreas (Sant'Andrea) e nel giorno del suo onomastico, il 30 novembre,  sul terreno della chiesa si tiene una festa religiosa.

## Società

### Evoluzione demografica
Con l'eccezione del censimento del 1982, la popolazione di Empa è aumentata in tutti i censimenti effettuati a Cipro. In particolare negli ultimi tre decenni la popolazione della comunità è aumentata grandemente.

## Economia
Empa ha alcuni negozi e taverne disseminati lungo la strada stretta e tortuosa che attraversa il villaggio. La sera gli uomini del posto possono essere visti seduti fuori dai loro caffè locali e spesso si riversano sulle strade strette sulle loro sedie di legno.